# آرثر هولمز
آرثر هولمز (بالإنجليزية: Arthur Holmes)‏ (14 يناير 1890 – 20 سبتمبر 1965) جيولوجي بريطاني كان له مساهمتين هامتين في فهم علم الجيولوجيا، وهو عضو الجمعية الملكية. كان لهولمز السبق في استخدام التأريخ الإشعاعي لتقدير عمر المعادن، وهو أول متخصص في علوم الأرض يُقدم تفسيرًا لآلية والتأثيرات الحرارية للحمل الحراري للدثار، الأمر الذي أدى في النهاية لقبول نظرية الصفائح التكتونية.

## روابط خارجية
- آرثر هولمز على موقع الموسوعة البريطانية (الإنجليزية)
- آرثر هولمز على موقع إن إن دي بي (الإنجليزية)